# Paa conaensis
Nanorana conaensis là một loài ếch trong họ Ranidae.
Nó được tìm thấy ở Trung Quốc, có thể cả Bhutan, và có thể cả Ấn Độ.
Các môi trường sống tự nhiên của chúng là các khu rừng vùng núi ẩm nhiệt đới hoặc cận nhiệt đới, vùng cây bụi nhiệt đới hoặc cận nhiệt đới vùng đất cao, và sông.